# Bobsleje na Zimowych Igrzyskach Olimpijskich 1948
Bobsleje na Zimowych Igrzyskach Olimpijskich 1948 odbyły się w dniach 30 stycznia – 7 lutego 1948 roku na torze Olympia Bobrun St. Moritz–Celerina. Zawodnicy walczyli w dwójkach mężczyzn i czwórkach mężczyzn.

## Dwójki
Data: 30–31.01.1948
| M   | Drużyna             | Zawodnicy                                    | I przejazd | II przejazd | III przejazd | IV przejazd | Czas łączny |
| --- | ------------------- | -------------------------------------------- | ---------- | ----------- | ------------ | ----------- | ----------- |
| 1.  | Szwajcaria 2        | Felix Endrich Friedrich Waller               | 1:22,40    | 1:22,70     | 1:21,70      | 1:22,40     | 5:29,20     |
| 2.  | Szwajcaria 1        | Fritz Feierabend Paul Eberhard               | 1:23,70    | 1:24,00     | 1:21,40      | 1:21,30     | 5:30,40     |
| 3.  | Stany Zjednoczone 2 | Frederick Fortune Schuyler Carron            | 1:25,50    | 1:24,10     | 1:22,50      | 1:24,20     | 5:35,30     |
| 4.  | Belgia 1            | Max Houben Jacques Mouvet                    | 1:24,40    | 1:24,40     | 1:24,50      | 1:24,20     | 5:37,50     |
| 5.  | Wielka Brytania 1   | William Coles Raymond Collings               | 1:25,20    | 1:24,40     | 1:24,20      | 1:24,10     | 5:37,90     |
| 6.  | Włochy 2            | Mario Vitali Dario Poggi                     | 1:25,50    | 1:25,00     | 1:23,80      | 1:24,20     | 5:38,00     |
| 7.  | Norwegia 2          | Arne Holst Ivar Johansen                     | 1:25,60    | 1:25,00     | 1:23,70      | 1:23,90     | 5:38,20     |
| 8.  | Włochy 1            | Nino Bibbia Edilberto Campadese              | 1:25,10    | 1:25,10     | 1:24,00      | 1:24,40     | 5:38,60     |
| 9.  | Stany Zjednoczone 1 | Tuffield A. Latour Leo J. Martin             | 1:24,9     | 1:24,8      | 1:24,1       | 1:25,4      | 5:39,2      |
| 10. | Belgia 2            | Marcel Leclef Louis-Georges Niels            | 1:26,8     | 1:24,9      | 1:23,6       | 1:24,5      | 5:39,8      |
| 11. | Francja 1           | Achille Fould Henri Evrot                    | 1:25,8     | 1:25,3      | 1:24,7       | 1:24,6      | 5:40,4      |
| 12. | Francja 2           | William Gayraud-Hirigoyen Louis Saint-Calbre | 1:25,8     | 1:25,0      | 1:24,9       | 1:24,8      | 5:40,5      |
| 13. | Norwegia 1          | Bjarne Schrøen Gunnar Thoresen               | 1:27,1     | 1:27,1      | 1:26,1       | 1:26,2      | 5:46,5      |
| 14. | Czechosłowacja      | Max Ippen Eduard Novotný                     | 1:27,2     | 1:26,4      | 1:26,3       | 1:26,7      | 5:46,6      |
| 15. | Argentyna           | Marcelo de Ridder Héctor Tomasi              | 1:29,2     | 1:28,5      | 1:27,8       | 1:27,3      | 5:52,8      |
| –   | Wielka Brytania 2   | Anthony Gadd Basil Wellicome                 | 1:27,90    | 1:26,80     | DNF          |             | DNF         |

## Czwórki
Data: 6–7.02.1948
| M   | Drużyna             | Zawodnicy                                                            | I przejazd | II przejazd | III przejazd | IV przejazd | Czas łączny |
| --- | ------------------- | -------------------------------------------------------------------- | ---------- | ----------- | ------------ | ----------- | ----------- |
| 1.  | Stany Zjednoczone 1 | Francis Tyler Patrick Martin Edward Rimkus William D’Amico           | 1:17,10    | 1:19,60     | 1:21,40      | 1:22,00     | 5:20,10     |
| 2.  | Belgia              | Max Houben Alfred Mansveld Louis-Georges Niels Jacques Mouvet        | 1:17,30    | 1:20,90     | 1:22,00      | 1:21,10     | 5:21,30     |
| 3.  | Stany Zjednoczone 1 | James Bickford Thomas Hicks Donald Dupree William Dupree             | 1:17,40    | 1:21,70     | 1:21,80      | 1:21,60     | 5:21,50     |
| 4.  | Szwajcaria 1        | Fritz Feierabend Friedrich Waller Felix Endrich Heinrich Angst       | 1:66,90    | 1:21,20     | 1:22,30      | 1:21,70     | 5:22,10     |
| 5.  | Norwegia1           | Arne Holst Ivar Johansen Reidar Berg Arne Large                      | 1:17,30    | 1:20,80     | 1:21,40      | 1:23,00     | 5:22,50     |
| 6.  | Włochy 1            | Nino Bibbia Giancarlo Ronchetti Edilberto Campadese Luigi Cavalieri  | 1:18,20    | 1:20,80     | 1:22,10      | 1:21,90     | 5:23,00     |
| 7.  | Wielka Brytania     | William Coles William McLean Raymond Collings George Holiday         | 1:18,50    | 1:20,90     | 1:21,50      | 1:23,00     | 5:23,90     |
| 8.  | Szwajcaria 2        | Franz Kapus Werner Spring Bernhard Schilter Paul Eberhard            | 1:17,60    | 1:20,80     | 1:22,30      | 1:24,70     | 5:25,40     |
| 9.  | Francja 1           | René Charlet Jean Morin Jacques Descatoire Amédée Ronzel             | 1:18,9     | 1:22,2      | 1:23,8       | 1:24,5      | 5:29,4      |
| 10. | Norwegia 2          | Bjarne Schrøen Gunnar Thoresen Arnold Dyrdahl Benn John Valsø        | 1:20,0     | 1:22,6      | 1:23,6       | 1:23,5      | 5:29,7      |
| 11. | Włochy 2            | Nino Rovelli Enrico Airoldi Vittorio Folonari Remo Airoldi           | 1:19,8     | 1:22,8      | 1:23,2       | 1:24,4      | 5:30,2      |
| 12. | Argentyna           | Justo del Carril Salvador Correa Marcelo de Ridder Héctor Tomasi     | 1:20,5     | 1:23,4      | 1:24,5       | 1:24,5      | 5:32,9      |
| 13. | Francja 2           | Gilbert Achard-Picard Félix Bonnat Louis Saint-Calbre Henri Evrot    | 1:20,7     | 1:24,7      | 1:24,7       | 1:25,3      | 5:35,4      |
| 14. | Czechosłowacja      | Max Ippen František Zajíček Ivan Šipajlo Eduard Novotný              | 1:20,6     | 1:24,1      | 1:25,4       | 1:25,4      | 5:35,5      |
| 15. | Wielka Brytania 2   | Richard Jeffrey Edgar Meddings George Powell-Shedden James Iremonger | 1:20,8     | 1:24,3      | 1:29,8       | 1:26,2      | 5:41,1      |